# جي. رايلي ستون
جي. رايلي ستون هو سياسي أمريكي، (و. 1886 – 1978 م). نشط حزبياً في الحزب الجمهوري. وقد انتخب عضو جمعية ولاية ويسكونسن ‏.